# Alleanza Lucian
L'Alleanza Lucian è una fazione umana dell'universo fantascientifico di Stargate, presente nelle serie televisive Stargate SG-1 e Stargate Universe.
L'Alleanza è una coalizione di criminali e mercenari unitisi per trarre vantaggio dal vuoto creatosi in seguito al crollo dell'impero dei Goa'uld.

## Storia
L'Alleanza Lucian nasce nel 2005, sul pianeta Lucia, quando i Signori del sistema cominciano a eliminarsi l'un l'altro.
Quando la Prometeo viene catturata da Vala Mal Doran, essa stava tentando di portare a termine una transazione con Tenat, un contrabbandiere alleato con l'Alleanza Lucian. Quando l'accordo salta, viene messa una taglia sulla testa di Vala e, dopo che l'SG-1 sfugge di nuovo da Tenat e Jup, il suo partner, viene messa una taglia anche sui membri della squadra. Il primo incontro diretto tra l'Alleanza e i Tau'ri ha luogo quando l'SG-1 viene catturata da uno degli uomini di Netan ma subito dopo la loro fuga, la loro investigazione sui furti di Stargate porta alla guerra tra l'Alleanza stessa e Ba'al.
Nonostante le difficili relazioni, Teal'c trova Netan per proporgli un'alleanza temporanea per combattere gli Ori al Supergate. Seppure con riluttanza, Netan accetta e invia tre Ha'tak, ma il disastroso esito della battaglia convince Netan che i terrestri avessero chiesto di proposito aiuto all'Alleanza, sapendo che non avrebbero avuto possibilità contro gli Ori.
L'Alleanza deve far fronte alle difficoltà dovute alle siccità e alle inondazioni delle loro piantagioni di grano, agli eserciti degli Ori che invadono i loro pianeti e alle perdite dovute all'errore di allearsi con i Tau'ri contro gli Ori stessi. Come conseguenza a tutto ciò, cominciano a diffondersi voci affermanti che i Secondi, consiglieri di Netan, stiano per insorgere e ammutinarsi contro Netan stesso. In particolare, Anateo, luogotenente di Netan, crede che Netan abbia fallito come leader e che la sua posizione sia resa precaria dal pericolo corso dall'Alleanza. Sapendo che Anateo è il suo sfidante più pericoloso, Netan gli ordina di impossessarsi dell'Odyssey, sperando nell'eliminazione del rivale in caso di fallimento. Anateo prepara un'imboscata all'Odyssey, riuscendo ad impossessarsene e credendo di avere ottenuto l'opportunità di prendere il posto di Netan a capo dell'Alleanza. In un tentativo di riprendersi la nave, il tenente colonnello Cameron Mitchell assume l'identità di Kefflin, uno dei Secondi di Netan, e si infiltra nell'organizzazione. Quando l'SG-1 riprende il controllo della Odyssey, Anateo viene ucciso, i suoi uomini vengono catturati e le navi di Tenat distrutte. Da questo momento in poi la Terra è considerata ufficialmente in guerra con l'Alleanza mentre la posizione di Netan, all'interno del suo impero, continua a indebolirsi.
L'SG-1 continua ad interferire con i traffici dell'Alleanza, tanto che Netan è costretto a inviare degli assassini a uccidere singolarmente i membri della squadra. Ogni tentativo però fallisce e la squadra sopravvive. Questi fallimenti fanno apparire Netan ancora più debole ai suoi Secondi.
Nel 2009, l'Alleanza attacca la base Icarus con tre Ha'tak. Quando gli Alianti della morte si lanciano all'attacco, il personale della base viene evacuato; alcuni a bordo della George Hammond, altri attraverso lo Stargate fino alla Destiny. Le conseguenze della battaglia si ripercuotono anche sul nucleo del pianeta, che si sovraccarica provocandone l'esplosione che distrugge anche i tre Ha'tak oltre a se stesso.
Nello stesso periodo, l'Alleanza ottiene la tecnologia dei Goa'uld del lavaggio del cervello, usandola sul colonnello David Telford e facendolo diventare una loro spia all'interno del Comando Stargate. Telford svela loro l'esistenza della Destiny, che diventa di conseguenza uno degli obiettivi strategici dell'Alleanza. Uno dei comandanti dell'Alleanza, Kiva, scopre il tentativo del dottor Nicholas Rush di infiltrarsi nell'Alleanza per scoprire quanto Telford sia compromesso. Kiva usa Rush per attivare uno Stargate da un pianeta simile a Icarus da cui si possa raggiungere la Destiny. A bordo della nave, intanto, il colonnello Young riesce a rimuovere il lavaggio del cervello di Telford e a farsi svelare ogni piano dell'Alleanza. La George Hammond è inviata a recuperare Rush ma questo tentativo spinge l'Alleanza ad affrettare i suoi piani, attivando il dispositivo. L'attraversamento dello Stargate condanna anche questo pianeta, che esplode uccidendo più di cento membri dell'Alleanza che non riescono a trasferirsi in tempo sulla Destiny. Per un breve periodo, l'Alleanza riesce a impadronirsi di parte della nave, facendo prigioniera buona parte dell'equipaggio. Kiva viene uccisa da Telford quando essa lo scopre a tentare di ritrasferire i comandi della nave a Rush. Il comando degli uomini dell'Alleanza finisce così nelle mani di Dannic, che deve esiliare alcuni dei suoi uomini per mantenere il potere, finché non viene ucciso dalla giovane Ginn, quando la ragazza comprende che la sua follia avrebbe portato tutti alla morte. In seguito i membri dell'Alleanza a bordo della Destiny - tra i quali anche Varro - si arrendono, iniziando a passare informazioni al Comando Stargate.
Poco tempo dopo, usando delle bombe al Naquadria, l'Alleanza distrugge due avamposti terrestri e lancia un attacco alla Terra, inviando un Tel'tak con a bordo una bomba al Naquadria da 50-70 megatoni. La nave che trasporta la bomba tuttavia si schianta incidentalmente, intrappolando Camile Wray e Ronald Greer nei corpi di due membri del Comando Stargate. I due, grazie alle istruzioni ricevute da Varro, riescono a disarmare la bomba prima che possa detonare distruggendo una vasta area. I membri superstiti dell'Alleanza cui il Comando Stargate aveva concesso di rimanere a bordo della Destiny, in un regime di libertà vigilata, dopo l'attacco alla nave stessa, rimangono uccisi durante una missione di salvataggio per la quale si erano offerti come volontari; tutti tranne Varro che ottiene, dopo questo episodio, la piena integrazione nell'equipaggio.

## Organizzazione
In seguito al collasso dei Goa'uld, molte delle loro risorse e tecnologie finiscono in possesso agli umani che essi dominavano, i quali cominciano a unirsi nell'Alleanza Lucian, un'associazione di stampo criminale. Nonostante quasi tutti i suoi componenti siano umani, ad essa si uniscono anche individui di altre razze, come gli Oraniani. La compattezza dell'Alleanza la rende un'organizzazione unica nella galassia, nonostante la presenza al suo interno di mercenari, contrabbandieri e criminali in generale, la cui leadership però è molto debole con altresì forte insoddisfazione nei suoi ranghi. I membri dell'Alleanza vivono vite molto pericolose, consapevoli di poter morire per un fallimento o perché un rivale intende impossessarsi del loro territorio. L'Alleanza governa con altrettanta brutalità, usando gli strumenti della paura e dell'intimidazione e punendo i trasgressori con rapidità spietata.
L'Alleanza è guidata da un singolo leader, che divide le responsabilità, i territori e le risorse tra i suoi "Secondi". Circa 20 Secondi sono a capo di operazioni come il contrabbando, l'estorsione, il racketing e il traffico di "kassa", una pianta simile al grano ma con proprietà aggiuntive. 
Essi controllano, inoltre, una corposa armata di vascelli Goa'uld, inclusi Ha'tak, Al'kesh, Alianti della morte e Tel'tak, oltre numerose spie sparse in tutta la Via Lattea. Grazie a tutto ciò, l'Alleanza costituisce una costante minaccia per i Tau'ri e per la nuova Nazione libera Jaffa

### Membri dell'Alleanza
I seguenti sono i membri conosciuti appartenenti all'Alleanza:
Leader
Netan (deceduto) (2005 – 2007)
Secondi
- Kefflin
- Anateo (deceduto)
- Gavos (deceduto)
- Slaviash
- Karug
- Millic
- Rameris

Comandanti
- Kiva (deceduta)
- Dannic (diviene comandante dopo la morte di Kiva; deceduto)

Luogotenenti
- Solek (serve sotto Anateo; presumibilmente deceduto)[5]
- Varro (serve sotto Kiva; poi membro dell'equipaggio della Destiny)

Altri
- Calvos[9][10][11][14]
- Chen[9][10]
- Evans (deceduto)[12]
- Colonnello David Telford (subisce il lavaggio del cervello con una tecnologia Goa'uld, viene liberato dal condizionamento dal colonnello Everett Young)
- Ginn (fisicamente deceduta, la sua mente viene preservata nella memoria della Destiny)
- Jup (deceduto)[1][2][6]
- Koz (deceduto)[9][10][11][14]
- Masim (membro d'alto grado dell'Alleanza e padre di Kiva, il suo nome è la parola in codice di Telford)[8]
- Olan (deceduto)[8]
- Simeon (deceduto)
- Tenat (deceduto)[1][2][5]
- Teresh[5]
- Vashin[5][6]
- Worrel[3]
- Vosh[1][2]

### Pianeti dell'Alleanza
I pianeti conosciuti sotto il controllo dell'Alleanza:
- Lucia (pianeta natale di Netan)
- Pianeta simile a Icarus (esploso)
- P6G-452[3]
- Rolan[6]
- Pianeta senza identificazione[5]
- Pianeta natale di Ginn[14][15]